# حمل فيروسي
الحمل الفيروسي (بالإنجليزية:  Viral load أو viral burden أو viral titre أو viral titer)‏ هو تعبير رقمي عن كمية الفيروس في حجم معين. يعبر عنه بجزيئات الفيروس أو الجزئيات المُعدية لكل مل اعتمادا على نوع الاختبار.
يرتبط الحمل الفيروسي المرتفع بشدة العدوى الفيروسية. يمكن حساب كمية الفيروس من خلال تقدير كمية الفيروسات الحية في سائل من سوائل الجسم، مثلا حساب نسخ الحمض النووي الريبوزي في بلازما الدم.
يستخدم قياس الحمل الفيروس لمتابعة علاج المرضى الذين يعانون من عدوى فيروسية مزمنة ويعانون من نقص المناعة كما في حالات المرضى الذين يتعافون من زراعة الأعضاء ونخاع العظم.
تتوفر حاليًا اختبارات فيروس التهاب الكبد ب وفيروس التهاب الكبد ج والفيروس المضخم للخلايا وفيروس العوز المناعي البشري.

## اختبار الحمل الفيروسي لفيروس العوز المناعي البشري
وهو اختبار الدم الذي يقيس مقدار نشاط فيروس نقص المناعة البشرية في الدم. كلما زادت قيمة الاختبار، كلما فيروس نقص المناعة البشرية النشط. وكما يعد (حامل فيروس الايدز) منذ دخول الفيروس إلى جسده من خلال أي من طرق الإصابة المعروفة وعادة ما تتفاوت هذه المدة الزمنية من فرد إلى آخر وتتراوح من عدة أشهر إلى عدة سنوات وقد تصل إلى الخمسة عشر عاما.